# Stratégie de croissance accélérée
Pour les articles homonymes, voir SCA.
Stratégie de croissance accélérée (SCA) est un programme de l'État sénégalais dont l'objet est la lutte contre la pauvreté.

## Présentation
Le programme s'articule selon cinq secteurs économiques appelés « grappes » :
- Agriculture et Agro-industries (Grappe AAI) ;
- Produits de la Mer et Aquaculture (Grappe PMA) ;
- Tourisme, Industries culturelles et Artisanat d'Art (Grappe TICAA) ;
- Textiles Confection (Grappe Tex Conf) ;
- Technologies de l'Information et de la Communication et Télé-services (Grappe TIC-Tls) ;
- Élevage, Production et Industries animales (Grappe EPIA).